# Le Compositeur toqué
Le Compositeur toqué je francouzský němý film z roku 1905. Režisérem je Georges Méliès (1861–1938). Film trvá zhruba 5 minut.

## Děj
Pan Tape Dur se snaží složit skladbu na klavír, ale nedaří se mu to, a tak usne. Ve snu se mu zjeví Múza hudby, která ho zavede do ráje hudby. Skladatel se však probudí a rozhořčeně narazí do svého piana, čímž po sobě zanechá jen kouř.